# Pointe Coupee Parish
Pointe Coupee Parish is een parish in de Amerikaanse staat Louisiana.
De parish heeft een landoppervlakte van 1.444 km² en telt 22.763 inwoners (volkstelling 2000). De hoofdplaats is New Roads. Ze grenst in het westen aan St. Landry Parish en Avoyelles Parish, in het noorden aan Concordia Parish, in het oosten aan West Feliciana Parish en West Baton Rouge Parish en in het zuiden aan Iberville Parish en St. Martin Parish. Het is een van de 22 parishes die samen Acadiana of Cajun Country vormen.

## Geboren
- Lindy Boggs (1916-2013), politica en ambassadrice